# Amiga 2000
Amiga 2000 – komputer wyprodukowany przez firmę Commodore International, wprowadzony na rynek w marcu 1987 roku. W Wielkiej Brytanii model ten kosztował 2000 funtów. Produkcję zakończono w 1991 roku. Komputer ten stał się bazą do produkcji A1500, A1500+, A2000+, A2500 i A2500UX. W Polsce, wydano w 1991 roku.

## Parametry techniczne
W A2000 zastosowano procesor Motorola MC68000 z zegarem 7.14 MHz. Komputer wyposażono w pamięć RAM o rozmiarze 512 KB lub 1 MB (512 KB chip ram i 512 fast ram) oraz nowe układy: Agnus, Denise, Paula, Gary i OCS lub ECS. Kickstart był po raz pierwszy zapisany w układzie pamięci ROM na płycie głównej i miał rozmiar 512 kB. Był to Kickstart 1.2, 1.3 i 2.04. Pamięć operacyjną komputera można było rozbudować do 9 MB RAM. A2000 posiadała pięć slotów kart rozszerzeń w standardzie Zorro II (transfer z procesorem z prędkością 2,5 MB/s), dwa z nich umieszczone były w jednej linii z 16-bitowymi slotami PC ISA, znajdowały się tam także dwa kolejne złącza ISA. Pozwalało to (przy zastosowaniu sprzętowego rozszerzenia) na wykorzystanie kart przeznaczonych do PC. Tego rodzaju sprzętowe rozszerzenia doczekały się implementacji procesora Intel 80486/50 MHz (produkty firmy Vortex serii Golden Gate, wyposażone w kontroler IDE i pamięć dla PC). A2000 posiadała także slot na kartę graficzną, w którym można było umieścić Video Toaster, flicker-fixer i inne specjalizowane urządzenia. W obudowie znajdował się zasilacz 220 W, zatoczka na urządzenie 5,25’’, i dwie zatoczki 3,5’’, z czego przynajmniej jedna z nich zawierała FDD FD (880 kB).
Od 1988 r. Commodore oferował też model Amiga 2000HD. Była to Amiga 2000 z zainstalowaną kartą rozszerzeń w slocie Zorro II o symbolu A2091, która zawiera kontroler SCSI i dysk twardy o pojemności 80 MB. W tym samym roku karta A2091 zaczęła być montowana także w Amidze 2500.
Do A2000 dołączano Workbench w wersji 1.3lub 2.04 w ostatnich wersjach produkcyjnych.

## Rozbudowa

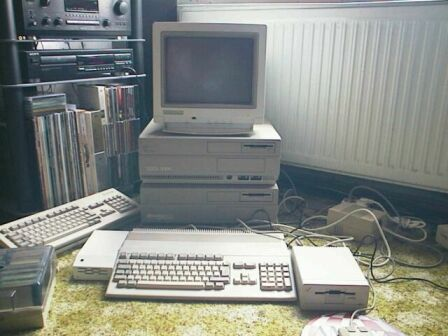
Amiga 2000

Firma Commodore oferowała szereg kart rozszerzeń do A2000 (pasowały one też do późniejszych modeli A3000 i A4000). Inne firmy także zajmowały się konstruowaniem urządzeń rozszerzających możliwości sprzętowe tego komputera. Była to np. karty G-Force 040/40 z procesorem MC68040/40 MHz, z maksymalną ilością pamięci RAM wynoszącą 64 MB (SIMM 40 ns) i kontrolerem FAST SCSI II amerykańskiej firmy GVP, inne karty procesorowe z procesorami 040 a nawet MC68060, jak Blizzard 2060 firmy Phase5, liczne karty sieciowe (np. X-Surf, Ariadne), kontrolery USB (np. Highway, Deneb), karty dźwiękowe (np. Toccata, Delfina Lite/Pro) i wiele innych.